# Список керівників держав XXII століття до н. е.
Список керівників держав XXIII століття до н. е. — Список керівників держав XXI століття до н. е.

## Азія

### Межиріччя

#### Аккад
- Шаркалішаррі, цар (ХХІІІ - ХХІІ ст. до н. е.)

- Ігігі, цар, васал гутіїв (ХХІІ ст. до н. е.)
- Нанум, цар, васал гутіїв (ХХІІ ст. до н. е.)
- Імі, цар, васал гутіїв (ХХІІ ст. до н. е.)
- Дуду, цар (ХХІІ ст. до н. е.)
- Шу-турул, цар (ХХІІ ст. до н. е.) — Аккад завойовано гутіями

#### Гутії
- Елулу-Меш, цар (ХХІІ ст. до н. е.)
- Ярлагаб, цар (ХХІІ ст. до н. е.)
- Ярлангаб, цар (ХХІІ ст. до н. е.)
- Хабількін, цар (ХХІІ ст. до н. е.)
- Лаерабун, цар (ХХІІ ст. до н. е.)
- Хаблум, цар (ХХІІ ст. до н. е.)
- Пузур-Сін, цар (ХХІІ ст. до н. е.)
- Ярлаганда, цар (ХХІІ ст. до н. е.)
- Сіум, цар (ХХІІ ст. до н. е.)
- Тиріган, цар (ХХІІ ст. до н. е.)

#### Друга династія Лагаша
- Лугаль-ушумгаль, енсі (ХХІІІ - ХХІІ ст. до н. е.)
- Пузур-Мама, енсі (ХХІІ ст. до н. е.)
- Ур-Уту, енсі (ХХІІ ст. до н. е.)
- Ур-Мама, енсі (ХХІІ ст. до н. е.)
- Ун-Нінсун, енсі (ХХІІ ст. до н. е.)
- Ур-Баба, енсі (ХХІІ ст. до н. е.)
- Гудеа, енсі (др. пол. ХХІІ ст. до н. е.)
- Ур-Нінгірсу, енсі (др. пол. ХХІІ ст. до н. е.)
- Какуг, енсі (др. пол. ХХІІ ст. до н. е.)
- Лу-Баба, енсі (др. пол. ХХІІ ст. до н. е.)
- Лу-Гула, енсі (др. пол. ХХІІ ст. до н. е.)
- Наммахані, енсі (др. пол. ХХІІ ст. до н. е.)
- Ур-Аба, енсі (ХХІІ - ХХІ ст. до н. е.)

#### П'ята династія Урука
- Утухенгаль, цар (кін. ХХІІ ст. до н. е.)

#### Третя династія Уру
- Ур-Намму, цар (ХХІІ - ХХІ ст. до н. е.)

### Елам
- Кутік-Іншушинак, цар (ХХІІІ - ХХІІ ст. до н. е.)

## Африка

### Єгипет

#### Стародавнє царство
- Меренра ІІ, фараон (ХХІІ ст. до н. е.)
- Нітокріс, цариця (ХХІІ ст. до н. е.)

#### Перший перехідний період

##### СьомаіВосьмадинастії
- Нечерікара, фараон (ХХІІ ст. до н. е.)
- Менкара, фараон (ХХІІ ст. до н. е.)
- Неферкара ІІ, фараон (ХХІІ ст. до н. е.)
- Неферкара ІІІ Небі, фараон (сер. ХХІІ ст. до н. е.)
- Джедкара ІІ Шемаї, фараон (сер. ХХІІ ст. до н. е.)
- Неферкара IV Хенду, фараон (сер. ХХІІ ст. до н. е.)
- Меренгор, фараон (сер. ХХІІ ст. до н. е.)
- Неферкамін, фараон (сер. ХХІІ ст. до н. е.)
- Нікара І, фараон (ХХІІ ст. до н. е.)
- Неферкара V Тереру, фараон (ХХІІ ст. до н. е.)
- Неферкагор, фараон (ХХІІ ст. до н. е.)
- Неферкара VI Піопі-сенеб, фараон (ХХІІ ст. до н. е.)
- Неферкамін II Ану, фараон (ХХІІ ст. до н. е.)
- Какаура Ібі I, фараон (ХХІІ ст. до н. е.)
- Неферкаура, фараон (ХХІІ ст. до н. е.)
- Неферкаугор, фараон (ХХІІ ст. до н. е.)
- Неферіркара II, фараон (ХХІІ ст. до н. е.)

##### Дев'ята (Гераклеопольська) династія
- Хеті І, фараон (ХХІІ ст. до н. е.)
- Неферкара VII, фараон (ХХІІ ст. до н. е.)
- Хеті II, фараон (ХХІІ - ХХІ  ст. до н. е.)

##### Одинадцята (Фіванська) династія
- Ментухотеп I, номарх (кін. ХХІІ ст. до н. е.)
- Ініотеф I, номарх (кін. ХХІІ ст. до н. е.)
- Ініотеф II, фараон (ХХІІ - ХХІ  ст. до н. е.)